# 白岩焼

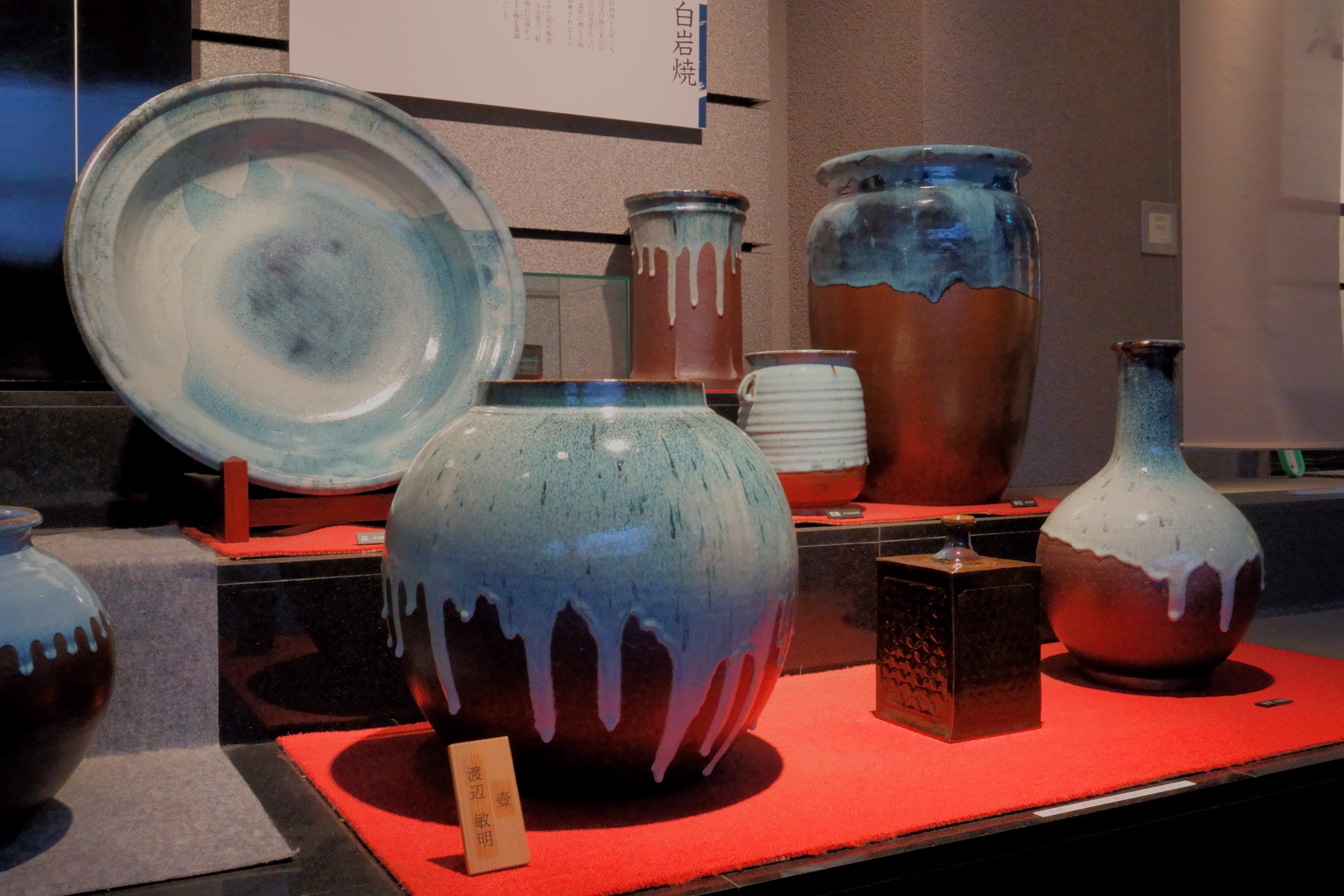
昭和時代後期から作陶されている現代の白岩焼

白岩焼（しらいわやき）は、秋田県仙北市角館町白岩で焼かれる陶器。秋田県最古の窯元であり、重ね掛けされた褐色の鉄釉と、青みの強い藁灰釉（海鼠釉）の対比に特徴がある。

## 歴史

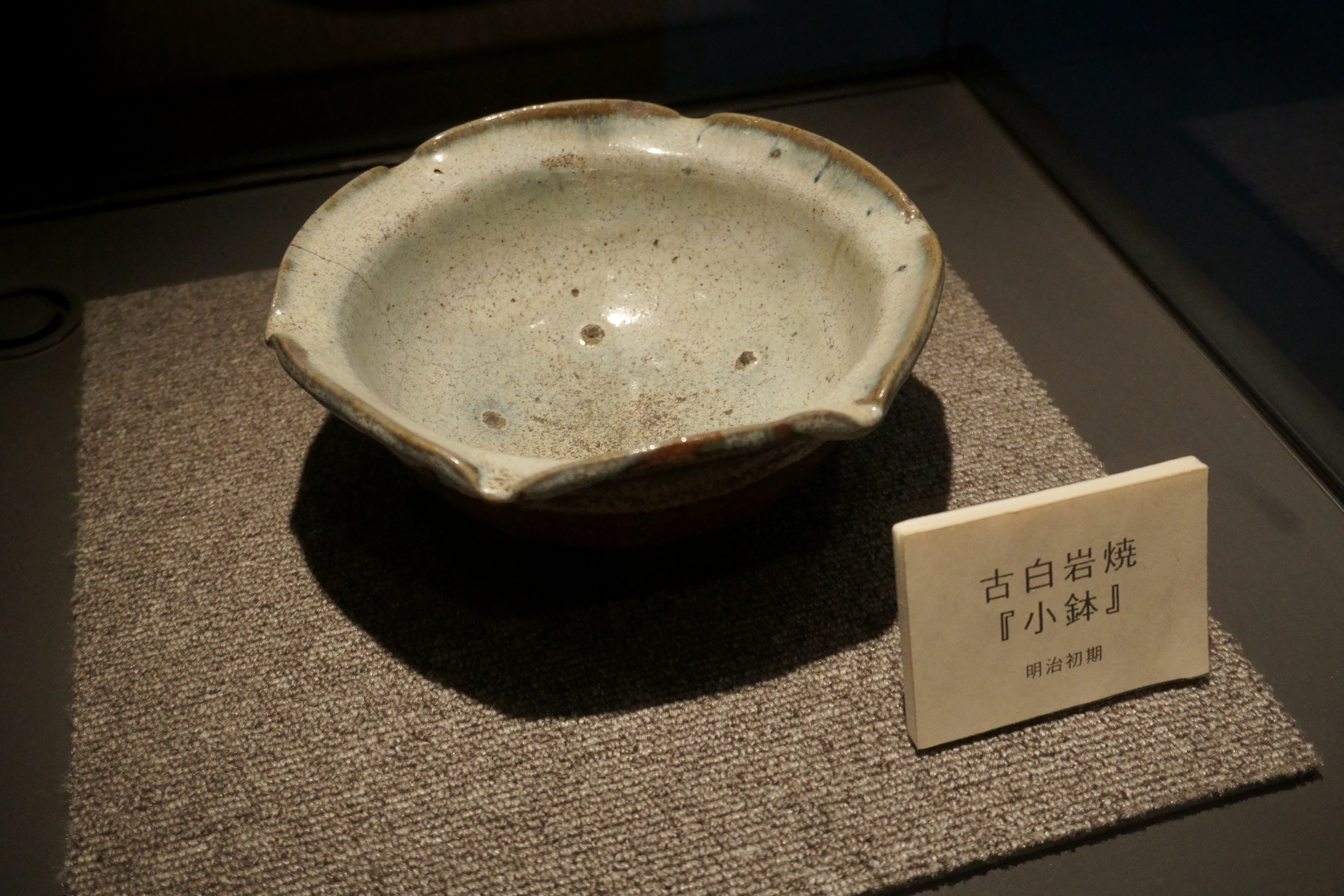
明治時代の古白岩焼

白岩焼の陶祖は江戸時代の陸奥相馬中村藩浪人松本運七である。運七は大堀相馬焼の関係者であり、出羽秋田藩によって鉱山の陶製ルツボ製作のために招聘された技術者であった。藩の仕事のかたわら開窯を志すも、諸事情でうまくいかず適地を求めるうちに秋田藩の支藩・角館の東、白岩に良質の陶土を発見する。角館に仕える武士らの協力を得て、1771年（明和8年）秋田藩初の窯元として開窯した。運七のもとには白岩の住人である、山手儀三郎、千葉伝九郎、多郎助、菅原助左衛門の4人の弟子が集まった。白岩焼を地場産業として庇護するとともに技術の流出を防ぎたいという秋田藩の意向により、「陶技については親子のあいだでさえ他言無用」の誓約書を交わしたうえでの弟子入りであった。1775年（安永4年）儀三郎が運七の跡を継いで窯主となり、1785年（天明5年）2つ目の窯 吉五郎窯が開窯する。一番弟子であった山手儀三郎はのちに京都に上り、京焼や楽焼などの技術を持ち帰り、その後の白岩焼発展の基礎を作った。
需要の増大とともに、最盛期には6つの窯に5千人の働き手を抱える一大窯業地となり、窯の集まる山の斜面地域は白岩瀬戸山と呼ばれた。白岩焼は製品の多種多様さに特徴があり、秋田藩主や角館城主の注文による献上品、庶民の生活日用品、特産品であった濁酒（どぶろく）の保存容器のスズ（長頸の壷）やカメなど、御用窯と民窯を兼ねた生産体制であった。また、白岩焼の作品には、窯ごとの製品を区別するため、あるいは商標的な意味合いで刻印が押されていた。当時の東北の焼き物では、刻印の使用例は非常に珍しく、陶工としての自我の萌芽が見られる。それらの陶工のなかには、藩内の他所で独立して窯をもつものが現れ、菅沢焼、寺内焼、大神成窯、栗沢焼など、その後の秋田藩の窯業に与えた影響は大きい。
しかし、明治時代以降は藩の庇護を失い、藩外からの磁器の流入もあり、廃窯する窯が続く。1896年（明治29年）の真昼山地震によりすべての窯が壊滅状態となり、わずかに復興した窯も1900年（明治33年）に廃窯した。

## 現代の白岩焼
白岩焼の復興の機運が訪れたのは、およそ70年後の昭和時代に入ってからである。江戸期の窯元のひとり、渡邊勘左衛門の末裔であった渡邊すなお（1953年‐）は大学在学中から、白岩焼の築窯を志していた。折から角館は白岩焼とともに桜の皮を用いる木工芸・樺細工でも知られており、そのふたつの県産品を訪ねて民藝運動の提唱者・柳宗悦（1889年‐1961年）と陶芸家であり人間国宝の濱田庄司（1894年‐1978年）がたびたび同地を訪ねていた。1974年（昭和49年）、当時の秋田県知事小畑勇二郎の依頼により、濱田庄司が白岩の土の陶土適正の検査を行う。この検査で陶土としての質の良さが判明し、助言を受けた渡辺すなおは、翌1975年（昭和50年）白岩に和兵衛窯を築窯、白岩焼復興を果たす。
その後、すなおは大学で同じ研究室に学んだ渡邊敏明（1950年‐）と結婚、1993年（平成5年）には敏明による四室の登窯が完成し、現在にいたる。

## 白岩焼所蔵施設
- 仙北市立角館樺細工伝承館（秋田県仙北市角館町表町下丁）
- 日本民藝館（東京都目黒区駒場）
- 東北陶磁文化館（宮城県加美町裏）
- 秋田ふるさと村（秋田県横手市赤坂）